# Гудков Олександр Володимирович
Олександр Володимирович Гудков (нар. 24 лютого 1983, Ступіно, Московська область, СРСР) — російський телеведучий, актор, шоумен і сценарист. Капітан команди КВН «Федір Двінятін». «КВН-ник 2009 року» за версією відвідувачів сайту kvnru.ru.
Олександр Гудков брав участь у шоу Першого каналу «Yesterday Live», «Вечірній Ургант», а також у проєкті «Незлобін і Гудков» на каналі MTV Росія.

## Життєпис
Закінчив Російський державний технологічний університет імені К. Е. Ціолковського за фахом матеріалознавство. За власними словами, ніколи не працював за фахом за винятком практики під час навчання у вузі.

### КВН
Вперше потрапив у КВН у 1999 році, коли в його школі був організований турнір між 10-ми та 11-ми класами. Його гру за випускників помітили, після чого він опинився у збірній Ступіно. Грав за команди «Стихійне лихо», «Сімейка-2» разом з сестрою Наталею. З командою «Федір Двінятін» став бронзовим призером Вищої ліги КВН 2009 року.
У 2011 році брав участь у грі 1/8 фіналу Прем'єр-ліги КВН у складі команди «Сега Мега Драйв 16 біт», а також у 2012 році — в 1/2 фіналу у складі команди «Общага».
Періодично гастролює з «Федором Двінятіним».

### Comedy Woman
Самостійну кар'єру на телебаченні Олександр Гудков почав як один зі сценаристів гумористичної програми «Comedy Woman» на телеканалі ТНТ (згодом брав участь у кількох номерах з Наталією Медведєвої, колегою по «Федору Двінятіну»).
З 17 квітня 2010 року по 20 лютого 2011 року був ведучим реаліті-шоу «Сміх у великому місті».

### Перший канал
У 2010—2013 роках був постійним учасником і співведучим популярних шоу Першого каналу «Yesterday Live» («Рубрика про моду») і «Вечірній Ургант». У «Вечірньому Урганті» Олександр був голосом за кадром, співведучим Івана Урганта за боковою стійкою (до 28 червня 2013 року, після його замінив Дмитро Хрустальов), різних музичних і розмовних рубрик: «Дамський клуб», «Клуб висока талія», «Музична студія Олександра Гудкова», «Уроки самооборони від Бориса Тигра», під час олімпійських випусків — «Історія зимових видів спорту на Русі» та інші). Завдяки «Музичної студії Олександра Гудкова» розкрив свій потенціал сценариста музичних кліпів російських зірок і пародій на кліпи різних виконавців. У зв'язці з учасниками передачі працює в команді під назвою «Швидкі лисиці» (Fastfoxes).

### Інші роботи
- «Сміх у великому місті» — ведучий з 17 квітня 2010 року по 20 лютого 2011 року на телеканалі СТС.
- «Незлобін і Гудків» — один із ведучих, співведучий Олександра Незлобіна на телеканалі MTV Росія.
- «Жінка року Glamour 2013» — ведучий (з Іваном Ургантом на СТС).
- «Ось такий ранок» на ТНТ (2014) — ведучий. Формат передачі вважається таким, що не має аналогів: ведучі обговорюють несерйозні речі з дуже серйозним виглядом і навпаки[2].
- «Ліга поганих жартів» — гумористичні випуски на YouTube у форматі «bad jokes telling». Гумористичний батл, в якому відомі учасники розповідають один одному погані жарти. Виграє той, хто не засміється[3].

У 2019 році разом з alyona alyona у Києві зняв музичний відеокліп «Comment out на колёсах».

### Бізнес
У вересні 2013 року з Андрієм Шубіним і Назімом Зейналовим відкрив чоловічу перукарню «Boy Cut» на «Червоному Жовтні» (рос. Красный Октябрь), а в травні 2014 і другу на Маросейка, де чоловіки можуть не тільки зробити модну стрижку, але і підібрати стильний одяг і аксесуари, а також поспілкуватися у чоловічому колі.

## Громадянська позиція
Після початку широкомасштабного російського військового вторгнення в Україну, у 2022 році Гудков виїхав з Росії. Тоді ж на Ютубі було опубліковано його відеокліп «рос. Я узкий», який був пародією на пісню російського співака-пропагандиста Shaman «рос. Я русский». Згодом у січні 2024 року Гудков повернувся до Росії та продовжив свою кар'єру на російському телебаченні та у шоу-бізнесі.

## Фільмографія
| Рік  |    | Назва                               | Роль                                                  |
| ---- | -- | ----------------------------------- | ----------------------------------------------------- |
| 2012 | мф | Ральф                               | Майстер Фелікс молодший (дубляж)                      |
| 2013 | ф  | Похабовськ. Зворотна сторона Сибіру | Ернест Самуїлович, директор московського PR-агентства |
| 2013 | ф  | Шкільні хроніки Анжели              | Анжела, головна героїня (дубляж)                      |
| 2014 | мф | Снігова королева 2: Перезаморозка   | Троль-глашатай (озвучення)                            |
| 2015 | ф  | 7 днів у пеклі                      | половина чоловіків (закадрова озвучка)                |
| 2017 | мс | Четверо в кубі                      | Жовтий Кубик (озвучення)                              |
| 2018 | мф | Ральф проти інтернету               | Майстер Фелікс молодший (дубляж)                      |

### Відеокліпи
Гудков є креативним продюсером і сценаристом багатьох відеокліпів та музичних рубрик, в яких також знімається в епізодичних ролях. В основному, це частина випусків телепередачі «Вечірній Ургант», але існують і повноцінні кліпи до пісень деяких виконавців:
| Рік  | Назва кліпу'                                                          | Примітка                                                                       | Роль                                    |
| ---- | --------------------------------------------------------------------- | ------------------------------------------------------------------------------ | --------------------------------------- |
| 2012 | Саша Гудков тоже плачет                                               | Пародія на заставку до серіалу «Багаті теж плачуть»                            | Сценарист, головна роль                 |
| 2012 | Поздравление с днём ОМОНа                                             | Пародія на пісню Ріанни «S&M»                                                  | Сценарист, головна роль                 |
| 2013 | Яичко всмятку                                                         | Відеокліп за участю Сергія Лазарєва                                            | Сценарист, епізодична роль              |
| 2013 | Принц естради                                                         | Пародія на кліп wil.i.am і Брітні Спірс Scream & Shout                         | Сценарист, епізодична роль              |
| 2013 | Ног                                                                   | Пародія на пісню Vogue Мадонни і телепередачу Час з Анною Шатиловой            | Сценарист, епізодична роль              |
| 2014 | Письмо                                                                | Пародія на пісню Децла                                                         | Сценарист, епізодична роль              |
| 2015 | До ювілею Мобі                                                        | Пародія на пісню Why does my heart feel so bad? з участю Михайла Шуфутинського | Сценарист, епізодична роль              |
| 2016 | Экспонат                                                              | Пролог-пародія до кліпу Експонат групи Ленінград                               | Сценарист, епізодична роль              |
| 2017 | Мос-ква-Ленд                                                          | Пародія на відкриває сцену з мюзиклу Ла-Ла-Ленд                                | Сценарист, епізодична роль              |
| 2017 | Тает лёд. Музыкальный прогноз погоды от профессора Александра Беляева | Пародія на кліп Тане лід групи Гриби                                           | Сценарист, епізодична роль              |
| 2017 | Советы как правильно кормить птиц                                     | Пародія на Віті АК-47 до реклами онлайн-казино                                 | Сценарист, епізодична роль              |
| 2017 | Советы грибникам                                                      | Пародія на кліп Фараона «Дико, наприклад»                                      | Сценарист, епізодична роль              |
| 2017 | Розовомалиновое вино                                                  | Пародія на кліп Рожеве вино з участю І. Урганта, Федука, Ю. Дудя, І. Миколаєва | Сценарист, епізодична роль              |
| 2017 | Lucky Stranger                                                        | Кліп на однойменну пісню Сергія Лазарєва                                       | Сценарист, епізодична роль              |
| 2018 | Цвет настроения синий                                                 | Кліп на однойменну пісню Філіпа Кіркорова                                      | Сценарист, епізодична роль              |
| 2018 | Забытые спортсмени                                                    | Відеокліп за участю олімпійських спортсменів                                   | Сценарист, епізодична роль              |
| 2018 | Пьяная любовь                                                         | Кліп на однойменну пісню Діми Білана і Поліни                                  | Сценарист, епізодична роль              |
| 2018 | Уйди, но останься                                                     | Кліп на пісню гурту Cream Soda                                                 | Сценарист, головна роль                 |
| 2018 | Африка                                                                | Кліп на одноимённую песню группы СБПЧ                                          | Главная роль                            |
| 2018 | Слэмятся пацани                                                       | Кліп на однойменну пісню-пародію                                               | Сценарист, головна роль                 |
| 2019 | Сверкайте Катя                                                        | Кліп на одноимённую песню группы UMA2RMAN                                      | Эпизодическая роль                      |
| 2019 | Comment out                                                           | Кліп для одноимённого шоу                                                      | Сценарист, епізодична роль              |
| 2019 | KANYE                                                                 | Кліп для Тимура Родригеза                                                      | Сценарист, епізодична роль              |
| 2019 | Разбегаюсь                                                            | Кліп на одноимённую песню Муси Тотибадзе                                       | Эпизодическая роль                      |
| 2019 | Про белые розы                                                        | Кліп на одноимённую песню Димы Билана                                          | Креативный продюсер, эпизодическая роль |
| 2019 | Никаких больше вечеринок                                              | Кліп для музикальной группы Cream Soda                                         | Сценарий, эпизодическая роль            |
| 2019 | Тектоник                                                              | Музыкально-драматическая новелла                                               | Автор, главная роль                     |
| 2019 | Часы                                                                  | Клип для музыкальной группы «Самое большое простое число»                      | Главная роль                            |
| 2020 | Плачу на техно                                                        | Клип для музыкальных групп Cream Soda & «Хлеб»                                 | Епізодична роль                         |
| 2020 | Hypnodancer                                                           | Клип группы Little Big                                                         | Епізодична роль                         |
| 2020 | Трогать безопасно                                                     | Совместно с AURA                                                               | Главная роль                            |
| 2020 | Тебя                                                                  | Кліп Муси Тотибадзе                                                            | Епізодична роль                         |
| 2020 | В. О. Л. К.                                                           | Кліп Муси Тотибадзе                                                            | Главная роль                            |
| 2020 | Boom Boom                                                             | Кліп Loboda и Pharaoh                                                          | Креативный продюсер                     |
| 2020 | Сноб                                                                  | Совместно с DJ Groove                                                          | Главная роль                            |
| 2020 | Dancer                                                                | Клип Vladimir Cauchemar и Alyona Alyona                                        | Головна роль                            |
| 2020 | S*ck My D*ck 2020                                                     | Клип группы Little Big                                                         | Главная роль                            |
| 2021 | Аквадискотека                                                         | Совместно с группой Cream Soda                                                 | Главная роль                            |
| 2021 | Розовый фламинго                                                      | Кліп Олени Свиридової и Cream Soda                                             | Автор, Епізодична роль                  |
| 2021 | Подожгу                                                               | Кліп группы Cream Soda                                                         | Автор, продюсер, головна роль           |
| 2022 | Я узкий                                                               | Кліп-пародія на кліп SHAMAN — Я РУССКИЙ                                        | Креативний продюсер                     |